# Econometria
L'econometria és el mesurament econòmic;  combinació de matemàtica econòmica, estadística i teoria econòmica. L'econometria proveeix eines per a l'anàlisi del contingut empíric de la teoria econòmica, sigui per a la verificació de la teoria, o per a la comprovació de la hipòtesi d'un model de relacions entre variables. Amb l'econometria, els economistes analitzen valors numèrics de les variables i no només llur comportament o tendència general.
L'econometria està basada en l'ús i desenvolupament dels mètodes estadístics amb el propòsit d'estimar les relacions entre dues o més variables econòmiques. També s'utilitza per a provar, mitjançant dades històriques, teories econòmiques proposades o existents, i per a avaluar i implementar polítiques governamentals o empresarials.
L'econometria és la branca de la ciència econòmica que tracta de l'anàlisi quantitativa dels fenòmens econòmics. Està relacionada amb altres disciplines com la teoria econòmica, l'estadística i les matemàtiques. L'econometria es basa en un enfocament probabilístic de la realitat. L'econometria proporciona una eina quantitativa que permet extreure conclusions a partir de l'observació de dades i de la modelització dels fenòmens.
L'econometria s'ha separat de la disciplina de l'estadística matemàtica, atès que l'econometria enfoca els problemes relacionats amb dades no experimentals, és a dir, amb dades que no poden recol·lectar-se per mitjà d'experiments científics controlats, sinó d'observacions històriques o experimentals de les decisions dels individus, empreses o altres segments de l'economia i de llurs resultats. Això és possible amb la creació d'un model economètric. Un model economètric està compost per una variable dependent i diverses variables independents, amb paràmetres constants per a cadascuna d'aquestes variables (paràmetres que són els pendents de les corbes corresponents dins la representació gràfica del model economètric), i el terme de l'error. Després que es recol·lectin les dades necessàries, els mètodes economètrics s'utilitzen per a determinar el valor d'aquests paràmetres.

## Concepte
En les àrees experimentals predominen unes lleis per un entorn estable, que alhora permet pronosticar amb un nivell elevat de certesa els resultats de cada actuació. En entorns més variables, com poden ser la medicina o la meteorologia, en els resultats hi ha incertesa, tot i que hi hagi lleis vàlides per circumstàncies estàndard. En el camp de les ciències socials i l'economia en particular les lleis d'obligat compliment es refereixen a teories simplificades i a la pràctica, cada situació és un nou cas amb agents canviants, entorns sociopolítics i estructures canviants. Malgrat tot, l'economia ha avançat fins a disposar d'un extens i especialitzat camp amb lleis teòriques i empíriques, amb diagnòstics canviants per escoles de pensament. La pròpia etimologia de la paraula,οικονομια (economia) iμετρον (mesura)— ens dona ja una idea del seu concepte en referir-se al necessari caràcter quantitatiu dels enfocaments economètrics. El caràcter universal, determinista i experimentable dels fets naturals no té la contrapartida corresponent en els fenòmens econòmics que presenten dades i regularitats pròpies del fet particular estudiat. Per això s'han desenvolupat mètodes estadístics especials per estudiar les relacions entre les variables econòmiques, i les inferències estadístiques que plantegen aquestes relacions.
L'econometria consisteix en l'aplicació de l'estadística matemàtica a la informació econòmica per donar suport empíric als models construïts per l'economia matemàtica i obtenir resultats numèrics. Tracta dels problemes de l'economia, encara que no es poden fer experiments controlats, es fa una anàlisi quantitativa de fenòmens econòmics reals, basats en el desenvolupament simultani de la teoria i l'observació, relacionats mitjançant mètodes apropiats d'inferència. En definitiva, l'econometria busca una conjunció entre la teoria econòmica i el mesurament real, utilitzant com a suport la teoria i la tècnica de la inferència estadística.
La teoria econòmica formula hipòtesis de naturalesa bàsicament qualitativa. Per exemple, la microeconomia estableix que si es mantenen constants altres factors, s'espera que una reducció en el preu d'un bé faci augmentar la quantitat demandada d'aquest, però no proporciona una mesura numèrica. L'econometria ve a donar contingut empíric a gran part de la teoria econòmica. D'altra banda, l'economia matemàtica expressa en equacions sense considerar la capacitat de mesurament, l'econometrista utilitza amb freqüència les equacions matemàtiques, però en la forma que serveixin per a la prova empírica. En l'àmbit de l'econometria es fan servir les dades recollides per l'estadística econòmica, com xifres sobre el PIB, ocupació, preus, per provar de validar o refusar les teories econòmiques. L'estadística matemàtica aporta moltes de les eines utilitzades a l'econometria, encara que calen mètodes específics pel fet que les xifres tractades no són de naturalesa experimental. L'econometria es caracteritza per l'ús de models, com a expressió matemàtica formal i capaç de simular i verificar les relacions entre les idees i les variables econòmiques relatives a un determinat fenomen complex, amb la participació explícita de variables aleatòries, es tracta d'aproximacions simplificades de la realitat amb participació de variables aleatòries caracteritzades per les distribucions de probabilitat, models que pretenen proporcionar coneixements quantitatius de la realitat econòmica i, alhora, considerar les possibilitats de presa de decisions encaminades a la planificació pressupostària, a la millora o la previsió de les decisions econòmiques, i preveure'n l'evolució.

## Metodologia
La metodologia economètrica tradicional comprèn:
- Plantejament de la teoria o hipòtesi.
- Especificació del model matemàtic de la teoria.
- Especificació del model economètric de la teoria. Com que les relacions entre les variables econòmiques generalment són inexactes, ja que depenen d'altres variables (per exemple, si estudiem consum i ingressos disponibles, hi ha d'altres variables que afecten com poden ser edat dels membres de la família, nombre integrants), per aquest motiu, per contemplar les relacions inexactes entre les variables econòmiques, s'inclou el terme de pertorbació o d'error, una variable aleatòria que representa tots els factors no considerats en el model de forma explícita. Els models poden estar suportats per una o diverses equacions, però sempre en cada equació intervé un nombre limitat de variables.Els mètodes economètrics requereixen sovint relacions lineals entre la variable independent i la variable o variables dependents, especifiquen requisits específics entre les diferents variables independents o aquestes variables i el terme d'error. S'apliquen diverses proves per assegurar que aquests requisits es compleixen per a les variables i equacions seleccionades (per exemple, la prova de Durbin-Watson).[10][11] Aquests models solen basar-se en teories econòmiques que suposen un comportament optimitzador per part dels agents econòmics.[12]
- Obtenció de dades. L'èxit de qualsevol anàlisi economètrica depèn de la disponibilitat de la informació. Cal estudiar les limitacions de les dades que es poden trobar en l'anàlisi experimental. Hi ha tres tipus de dades disponibles: sèries de temps, sèries de tall transversal i combinació de les anteriors.[1] Una sèrie de temps és un conjunt d'observacions sobre els valors que pren una variable en diferents moments del temps. Es pot recopilar en intervals regulars, des de la forma diària com els preus de les accions a forma mensual com l'índex de preus al consum, o trimestral, anual. Aquesta informació pot ser quantitativa (preus, ingressos) o qualitativa (ocupat o desocupat), aquestes són les variables anomenades dicòtomes categòriques. Les sèries de temps es considera que són estacionàries, és a dir el valor de la seva mitjana i variància no varien sistemàticament amb el temps.[13] La informació de tall transversal correspon a dades d'una o més variables recollides en el mateix moment del temps, com cens de població, enquestes d'opinió. Una característica important és que sovint es pot suposar que han estat obtingudes amb mostreig aleatori de la població subjacent.[14]
- Estimació dels paràmetres del model economètric. La tècnica estadística coneguda com a anàlisi de regressió és la principal eina que ens permet obtenir els valors estimats.
- Prova de la hipòtesi. Suposant que el model ajustat és una raonable aproximació de la realitat, es desenvolupen criteris per trobar els valors estimats que concordin amb les expectatives de la teoria que s'està experimentant. La confirmació o refús de les teories econòmiques amb base d'evidència mostral està basada en la inferència estadística (prova d'hipòtesi), una branca de la teoria estadística.
- Projecció o predicció. Si el model escollit confirma la hipòtesi, es podrà utilitzar per predir els valors futurs de la variable depenent o de pronòstic, prenent com a base el valor futur de la variable explicativa o predictora.
- Utilització del model per finalitats de control o política.

Per tant, l'enfocament economètric té dos pilars bàsics, d'una part, la teoria, que permet derivar un model econòmic que concreta la incògnita rellevant sobre el fenomen que s'analitza, amb la variable endògena, i del qual deriva el model economètric que permet la mesura i contrast empíric i l'altre pilar, els fets, concretats en un seguit de dades referides al món real, transversals corresponents a diferents individus en el mateix instant de temps o bé una sèrie temporal si són observacions durant un període determinat.

### Objectius de la modelització
Els objectius d'un estudi economètric no són excloents entre si i poden ser:
- L'anàlisi estructural, per mesurar quantitativament les relacions econòmiques entre les variables incloses en el model. Permet fer la comparativa amb altres teories argumentades sobre un mateix fenomen
- Predicció, permet obtenir valors de la variable endògena fora de la mostra, útil per emprendre determinades accions. Per exemple, predicció de variables macroeconòmiques com tipus interès, inflació, producte interior brut; en microeconomia, relació de la inversió en Investigació i desenvolupament sobre els beneficis, o producció i factors productius.
- Avaluació de polítiques, útil pels responsables públics abans de prendre decisions sobre determinades polítiques, també en l'àmbit empresarial, a partir de prediccions condicionades a futurs valors de les variables explicatives simulant polítiques alternatives. Per exemple, com afecten canvis de certs factors en evolució tipus interès, efectes d'augments de la despesa pública.

Com defineix el Premi Nobel d'Economia Clive Granger, l'objectiu de la
modelització a l'economia és afectar les creences i conseqüentment els comportaments d'altres investigadors i possiblement altres agents econòmics.

## Model de regressió
L'anàlisi de la regressió tracta de l'estudi de la dependència de la variable dependent en una o més variables explicatives amb l'objectiu d'estimar o predir la mitjana la primera en termes de valors coneguts o fixos. Com a exemples, en economia, es pot estudiar la dependència de la despesa del consum personal en l'ingrés personal net disponible, que permetrà estimar la propensió marginal a consumir, és a dir, el canvi mitjà en la despesa de consum davant un canvi en l'ingrés real. Per conèixer si hi ha una expansió monetària inflacionista en un país caldrà especificar i estimar un model de relació entre les taxes d'inflació i les taxes de creixement històriques d'algun agregat monetari. O, d'altra banda, en el cas d'una empresa, si el departament de màrqueting vol saber com es relaciona la demanda del producte amb la despesa de publicitat, l'estudi economètric permetria trobar l'elasticitat de la demanda respecte a les despeses de publicitat, el que és la variació percentual de la demanda a conseqüència d'una determinada variació de la despesa en publicitat i així poder determinar un pressupost òptim de publicitat.
En la forma més general un model de relació entre variables econòmiques relatives a una determinada qüestió conceptual es pot representar com:
On Y és la variable el comportament de la qual es busca explicar, variable dependent o endògena i {\displaystyle X_{1},X_{2},X_{3},...,X_{k}} són les variables que se suposen potencialment rellevants com factors explicatius d'aquesta, o exògenes. El vector expressa una llista de paràmetres que reconeix la magnitud amb què les variacions en els valors de les variables {\displaystyle X_{i}} es transmeten a variacions en la variable Y.
En els models de regressió lineals del tipus:
les {\displaystyle \beta _{i}} (i> 0) són els paràmetres respectius a cada variable independent, i {\displaystyle k} és el nombre de paràmetres independents que cal tenir en compte en la regressió, {\displaystyle u} és el terme de pertorbació estocàstic, terme d'error del model de regressió.